# Constança de Aragão, Rainha da Sicília
Constança de Aragão (Mosteiro de Poblet, 1340 — Catânia, julho de 1363) foi infanta de Aragão e rainha consorte da Sicília.

## Biografia
Foi a filha primogênita do rei Pedro IV de Aragão e de sua primeira esposa, Maria de Navarra. Sua mãe morreu jovem após dar à luz um menino, que pouco viveu. Era irmã sanguínea de dois reis de Aragão, João I e Martim I.
Em 1347, após a morte de sua mãe, devido às consequências de um parto, Constança foi proclamada herdeira do trono por seu pai. Uma escolha, porém, que não foi bem recebida pela nobreza, a qual não aceitava que houvesse nomeado herdeira sua filha, preferindo o irmão mais novo do rei, o infante D. Fernando. A questão sucessória se resolveria três anos depois, com o nascimento do infante D. João, filho primogênito de Pedro IV e de sua terceira esposa, D. Leonor da Sicília.
Foi prometida primeiramente a Luís I, duque de Anjou, em 1351; o compromisso, no entanto, não foi adiante. Em seguida foi prometida a Luís da Sicília, mas com a morte deste, casou-se com o irmão do falecido, Frederico III da Sicília, em 11 de abril de 1361, em Catânia, Sicília. Ambos eram irmãos de sua madrasta.
De seu matrimônio, nasceu apenas uma filha, Maria, que viria a suceder seu pai no trono siciliano. Maria veio a falecer poucos meses depois, com apenas dezenove anos. Seus restos mortais jazem num sarcófago na Capela da Adoração da Catedral de Catânia.